# Communauté de communes Artuby Verdon
Die Communauté de communes Artuby Verdon war ein französischer Gemeindeverband mit der Rechtsform einer Communauté de communes im Département Var in der Region Provence-Alpes-Côte d’Azur. Sie wurde am 23. Dezember 2009 gegründet und umfasste neun Gemeinden. Der Verwaltungssitz befand sich im Ort Comps-sur-Artuby.
Am 1. Januar 2017 wurde der Gemeindeverband aufgeteilt. Die Gemeinden Le Bourguet, Brenon, Châteauvieux, La Martre und Trigance kamen zur Communauté de communes Lacs et Gorges du Verdon und die Gemeinden Bargème, La Bastide, Comps-sur-Artuby und La Roque-Esclapon zur Communauté d’agglomération Dracénoise.

## Mitgliedsgemeinden
1. Bargème
2. La Bastide
3. Le Bourguet
4. Brenon
5. Châteauvieux
6. Comps-sur-Artuby
7. La Martre
8. La Roque-Esclapon
9. Trigance